# Prvić (Krk)
Prvić (prononcé [pr̩̂v̞itɕ]), en tchakavien Parvić, en italien : Pervicchio) est une île inhabitée de Croatie située dans la mer Adriatique, plus précisément dans la baie de Kvarner. Avec une superficie de 12,76 km2, elle est la 30e plus grande île de Croatie, et possède un littoral long de 23,12 kilomètres. 
Elle est l'île la plus étendue de l'archipel de Senj, regroupant de petits îles et îlots situés au large des côtes de la ville continentale de Senj, situés entre les grandes îles de Krk et Rab. L'archipel de Senj compte d'autres grandes îles telles que Sveti Grgur ou Goli Otok, et de nombreux îlots et rochers, tous inhabités.